# Gastritis
Gastritis je vnetje želodčne sluznice, ki je lahko akutno, kronično, omejeno ali difuzno. 

## Akutni gastritis
Akutni gastritis nastane zaradi delovanja dražečih snovi na želodčno sluznico in je posledica jemanja določenih zdravil, prekomernega uživanja alkohola, stresa, nezdrave prehrane,...

## Kronični gastritis
Kronični gastritis povzroča po Gramu negativna bakterija Helicobacter pylori. 
Znaki: občutek polnosti v epigastriju, slab tek, blage bolečine, anemija, slabost ...